# Montalenghe
Montalenghe és un comune (municipi) de la ciutat metropolitana de Torí, a la regió italiana del Piemont, situat a uns 30 quilòmetres al nord-est de Torí. A 1 de gener de 2019 la seva població era de 996 habitants.
Montalenghe limita amb els següents municipis: Cuceglio, Mercenasco, Orio Canavese, San Giorgio Canavese i Scarmagno.